# باثي (شركة أفلام)
باثي (بالفرنسية: Pathé)‏ أو باثي الفرير (
تنطق بالفرنسية: [pate fʁɛʁ]
, على غرارباثي)، هو الاسم الذي أطلق على العديد من الشركات الفرنسية التي تأسست وأديرت في الأصل من قبل (الأخوة باثي) ابتداءً من عام 1896. أصبحت باثي في أوائل القرن العشرين أكبر شركة في العالم لمعدات وإنتاج الأفلام، بالإضافة إلى أنها منتج رئيسي لسجلات الفونوغراف. في عام 1908 ، اخترعت باثي النشرة الإخبارية القصيرة التي عُرضت في دور السينما قبل عرض فيلم روائي طويل.
باثي هي شركة إنتاج وتوزيع أفلام رئيسية، تمتلك عددًا من سلاسل السينما من خلال فرعها سينما باثي جاومونت وشبكات التلفزيون في جميع أنحاء أوروبا. وهي ثاني أقدم شركة أفلام عاملة بعد شركة أفلام غومونت التي تأسست عام 1895.

## التاريخ
تأسست الشركة باسم سوسيتيه باثي الفرير (شركة باثي براذرز) في باريس، فرنسا في 28 أيلول 1896، من قبل أربعة إخوة من عائلة باثي وهم: تشارلز، إميل، تيوفيل وجاك. أصبحت باثي أكبر شركة لإنتاج وإنتاج معدات الأفلام في العالم، فضلاً عن كونها منتجًا رئيسيًا لتسجيل الفونوغراف طوال النصف الأول من القرن العشرين.

### سجلات باثي
كان تشارلز باثي هو القوة الدافعة وراء عملية صناعة الأفلام وتجارة الفونوغراف، إذ ساعد في فتح متجر للفونوغراف في عام 1894 وأنشأ مصنعًا للفونوغراف في شاتو على المشارف الغربية لباريس. باع الأخوة باثي لأول مرة الفونوغرافات وسجلات الأسطوانات من العلامات التجارية (Edison) و (Columbia)، ثم صمموا وباعوا الفونوغرافات الخاصة بهم التي تضم عناصر من علامات تجارية أخرى. بعد فترة وجيزة بدأ الإخوة أيضًا في تسويق سجلات الأسطوانات المسجلة مسبقًا، بحلول عام 1896، كان للإخوة باثي مكاتب واستوديوهات تسجيل ليس فقط في باريس، وإنما في لندن وميلانو وسانت بطرسبرغ. ظلت باثي تصنع سجلات الأسطوانات حتى عام 1914 تقريبًا. في عام 1905 دخل الإخوة باثي المجال تسجيلات أقراص الفونوغراف الصاعد.
في فرنسا، أصبحت باثي الموزع الأكبر والأكثر نجاحًا لتسجيلات الأسطوانات والفونوغراف ومع ذلك ، فشلت الشركة في تحقيق النجاح في الأسواق الخارجية مثل المملكة المتحدة والولايات المتحدة حيث كانت العلامات التجارية الأخرى لصناعة الأفلام قيد الاستخدام على نطاق واسع.
في ديسمبر 1928، بيعت أصول الفونوغراف الفرنسية والبريطانية إلى شركة كولومبيا جرافوفون. في يوليو 1929 دمجت أصول شركة باثي الأمريكية للتسجيلات مع شركة التسجيل الأمريكية التي تشكلت حديثًا. لا تزال ملصقات وكتالوج باثي و باثي- ماركوني موجودة.

## الأفلام
الأفلام التي وزعتها باثي ما يلي:
| - 99 فرنك - 127 ساعة - مرحلة البلوغ - أوستن باورز: رجل دولي غامض - كن نوعا محبوبا - عيد الميلاد أسود (توزيع المملكة المتحدة فقط) " - الدم: مصاص دماء آخر - العروس والتعصب - عناقات مكسورة - سنتوريون - هروب الدجاج (المملكة المتحدة وفرنسا فقط) - تحطم | - بحيرة عدن - العدو على غيتس - الذهاب إلى الغرب:مغامرة لاكي لوك - هوتي ونوتى - جيمس والخوخ العملاق (توزيع المملكة المتحدة فقط) ' nb5 - تذكار (توزيع المملكة المتحدة فقط) - لا أحد - لا أحد يعيش - المحيطات - إنقاذ الفجر - راش (توزيع فرنسا فقط) " - سلمى - المليونير - سوفرجت - وأنا أتنفس الهواء - الكوخ | - جرس الغوص والفراشة - الثعلب والطفل - والسلع: لايف هارد، هارد بيع - المخادع (المملكة المتحدة وفرنسا توزيع فقط) - سحر دوار - كتاب الكشافة للبنين - العذراء الانتحار (المملكة المتحدة وفرنسا توزيع فقط) - سراويل الرعد - تيتوف لو فيلم - الغيبوبة (المبيعات الدولية فقط) - تويكست - الأخوين - ما حدث للتو - شباب بلا شباب - زرافة |  |

## روابط خارجية
- باثى على موقع IMDb (الإنجليزية)
- باثى على موقع IMDb (الإنجليزية)
- باثى على موقع IMDb (الإنجليزية)
- باثى على موقع IMDb (الإنجليزية)
- باثى على موقع IMDb (الإنجليزية)
- باثى على موقع الموسوعة البريطانية (الإنجليزية)